# طارق الشيباني
طارق بن محمد الشيباني (25 أغسطس 1973) هو كاتب وروائي تونسي واستاذ الفلسفة من مواليد مدينة تونس مقيم بألمانيا. صدرت أول رواية له في عام 2008 بعنوان «الحقد». فاز بجائزة الكومار الذهبي للرواية المكتوبة بالعربية عن رواية «للا السيدة» لعام 2019. وفازت قصته «حكايات لا تهمك» بجائزة معرض تونس الدولي للكتاب علي الدوعاجي للقصة القصيرة لعام 2018، وفازت روايته «للاّ السيدة...حكاية غيشا تونسيّة» على جائزة الرواية البشير خريف في معرض تونس الدولي للكتاب لسنة 2019. رشحت روايته الثانية «أنا والشيطان والوطن» إلى القائمة القصيرة في مسابقة معرض الكتاب في دورته 33.

## السيرة الذاتية
حصل طارق الشيباني على شهادة الأستاذية في اللغة والآداب العربية عام 2000 من كلية الفنون والآداب بمنوبة في تونس، وحصل على شهادة الدراسات التكميلية في الشبكات الإعلامية من المدرسة العليا للمهندسين بتونس.عمل كصحفي في عدد من المجلات والجرائد التونسية ذات طابع ثقافي و أدبي مثل: مجلة الحياة الثقافية، والملاحظ. وكتب بحوث و دراسات متعلقة بالسياسة العالمية في الصحف التونسية كجريدة الصدى، والصباح، والصباح الأسبوعي، وأخبار الجمهورية. في عام 2004، غادر تونس إلى ألمانيا وهناك درس اللغة الألمانية، واجتاز امتحان الدخول للجامعة بميونخ. يعمل مدرس للفلسفة في جامعة الملك لودفينغ للعلوم الانسانية الاجتماعية بمونيخ.

## المؤلفات
- الحقد، دار أفريقية للنشر، (ردمك 9789973003522، وردمك 9973003527)، 2008.[4]

- أنا والشيطان والوطن، دار المنتدى للثقافة والإعلام، 238 صفحة، (ردمك 9789938906325، وردمك 993890632X)، 2016.[5]

- حكايات لا تهمك (قصص قصيرة)، دار زينب للنشر، (ردمك 9789938921571، وردمك 9938921574)، 2017.[6]
- للاّ السيدة، دار زينب للنشر، 235 صفحة، (ردمك 9789938921953، وردمك 9938921957)، 2017.[7]

- وطن في قاعة الإنتظار، دار زينب للنشر، 298 صفحة، (ردمك 9789938390674، وردمك 9938390676)، 2019.[8]
- حالة سراح (مجموعة قصصية)، الدار الثقافية للطباعة والنشر والتوزيع، 175 صفحة، (ردمك 9789938597196)،2021.[9]
- حديث الغاب (مسرحيّة للاطفال) حصّلت على الدرجة أ من صنف الاستحقاق الثقافي من وزارة الشؤون الثقافية التونسية. قامت شركة كاثارسيس للمسرح و الانتاج السينمائي بتنفيذ العمل.

## جوائز
- حازت روايته «للاّ السيدة...حكاية غيشا تونسيّة» على جائزة الرواية البشير خريف في معرض تونس الدولي للكتاب، 2019.[10]
- فازت روايته «للاّ السيدة...حكاية غيشا تونسيّة» على جائزة الكومار الذهبي للرواية المكتوبة بالعربية، 2019.[11]
- جائزة القصة القصيرة مناصفة في الدورة الرابعة والثلاثون لمعرض تونس الدولي للكتاب عام 2018 عن قصص «حكايات لا تهمك».[12]

- جائزة دار الثقافة الطيب المهيري و جائزة توفيق بكار للدراسة و النقد الأدبي.